# Zac Brown Band
Zac Brown Band es una banda estadounidense de música country con sede en Atlanta (Georgia). El grupo está compuesto por Zac Brown (voz principal y guitarra), Jimmy De Martini (violín y voz), John Hopkins Driskell (bajo eléctrico y voz), Coy Bowles (guitarra y teclados), Chris Fryar (batería) y Clay Cook (guitarra, teclados, mandolina, steel guitar y voz). La banda ha realizado giras por los Estados Unidos, incluyendo una en el 2009 y otra en el Bonnaroo Music Festival de 2010. También ha grabado cuatro álbumes de estudio y cinco singles número uno en el Billboard de música country: "Chicken Fried", "Toes", "Highway 20 Ride", "Free", y "As She's Walking Away", además del single "Whatever It Is", que alcanzó el segundo puesto en el mismo ranking.

## Nacimiento
Zac Brown nació el 31 de julio de 1978 en Atlanta (Georgia). Creció en el Lago Lanier con su madre y su padrastro, aunque a los 17 años se mudó a Dahlonega (Georgia). Aprendió a tocar la guitarra clásica a los 7 años y en la adolescencia empezó a tocar covers en solitario en locales de la zona. 

## Estudios
Zac estudió en la Universidad de West Georgia, donde formó parte de la fraternidad Zeta Kappa, división de la Orden Kappa Alpha. También fue consejero de campamento en el Camp Glisson, un campamento de verano de los Metodistas Unidos ubicado en Dahlonega. Cuando estaba en la universidad, formó una banda con la que tocaba en restaurantes locales para pagar sus estudios. Durante este tiempo, la banda grabó un disco que vendía en los conciertos, entonces Zac se dio cuenta de que quería dedicarse exclusivamente a su pasión: la música.

## Formación
En 2002, Brown realizó giras que rondaron las 200 funciones al año. En 2003, lanzó su propio sello, llamado Home Grown (hoy en día, llamado Southern Ground por razones legales). En 2004, Brown y su padre abrieron, en la región del Lago Oconee (Georgia), un club de música y un restaurante de estilo sureño al que llamaron "Zac's Place".
Zac Brown Band lanzó su primer álbum, Far From Einstyne, en 2004, seguido de Home Grown, un año después. En 2007, grabó un álbum en vivo titulado Live from the Rock Bus Tour.
En 2006, la banda colaboró con el productor Keith Stegall y, más adelante, grabó el álbum The Foundation, que se sacó al mercado nacional bajo la recién restablecida división de Atlantic Records.

## Colaboraciones y apariciones
La banda hizo el cover de la canción "Come Pick Me Up", de Ryan Adams; "The Devil Went Down To Georgia", de Charlie Daniels; "I Shall Be Released", de Bob Dylan; "The Night They Drove Old Dixie Down", de The Band; "Blackbird", de The Beatles; "Into The Mystic", de Van Morrison; "One Love", de Bob Marley, y "Can't You See", de The Marshall Tucker Band.
Jimmy Buffett, Aaron Carman y el guitarrista Tony Rice, junto con Alan Jackson, fueron invitados a participar en su nuevo disco You Get What You Give, que se lanzó el 21 de septiembre de 2010.
El 10 de noviembre de 2010 tocaron la canción "As She's Walking Away" en la cuadragésima cuarta edición de los premios Country Music Association Awards.
Para el álbum de "The Owl", tuvieron la oportunidad de colaborar con productores como Poo Bear, Skrillex, Shawn Mendes, Sasha Sirota, Benny Blanco y teniendo como artistas invitados a la cantante y compositora, Brandi Carlile y la cantante y compositora sueca, Ebba Tove Elsa Nilsson, más conocida por su nombre artístico Tove Lo.

## Discografía
Álbumes de estudio
- The Foundation (2008)
- You Get What You Give (2010)
- Uncaged (2012)
- Jekyll + Hyde (2015)
- The Owl (2019)
- The Comeback (2021)

## Premios y nominaciones
| Año  | Asociación                | Categoría                                                                        | Resultado |
| ---- | ------------------------- | -------------------------------------------------------------------------------- | --------- |
| 2009 | Academy of Country Music  | Top New Artist                                                                   | Nominado  |
| 2009 | Academy of Country Music  | Top New Vocal Duo or Group                                                       | Ganador   |
| 2009 | CMT Music Awards          | USA Weekend Breakthrough Video of the Year — "Chicken Fried"                     | Ganador   |
| 2009 | Country Music Association | New Artist of the Year                                                           | Nominado  |
| 2009 | Country Music Association | Vocal Group of the Year                                                          | Nominado  |
| 2009 | Country Music Association | Single of the Year — "Chicken Fried"                                             | Nominado  |
| 2009 | Country Music Association | Song of the Year — "Chicken Fried"                                               | Nominado  |
| 2010 | Grammy Awards             | Best Country Performance By a Duo or Group With Vocals — "Chicken Fried"         | Nominado  |
| 2010 | Grammy Awards             | Best Country Album — The Foundation                                              | Nominado  |
| 2010 | Grammy Awards             | Best New Artist                                                                  | Ganador   |
| 2010 | Academy of Country Music  | Entertainer of the Year                                                          | Nominado  |
| 2010 | Academy of Country Music  | Top Vocal Group of the Year                                                      | Nominado  |
| 2010 | Academy of Country Music  | Album of the Year — The Foundation                                               | Nominado  |
| 2010 | Academy of Country Music  | Single Record of the Year — "Toes"                                               | Nominado  |
| 2010 | CMT Music Awards          | Video of the Year – "Toes"                                                       | Nominado  |
| 2010 | CMT Music Awards          | Group Video of the Year – "Toes"                                                 | Nominado  |
| 2010 | CMT Music Awards          | Group Video of the Year – "Highway 20 Ride"                                      | Nominado  |
| 2010 | Country Music Association | Entertainer of the Year                                                          | Nominado  |
| 2010 | Country Music Association | Mejor Nuevo Artista                                                              | Ganador   |
| 2011 | Grammy Awards             | Best Country Performance By a Duo or Group With Vocals — "Free"                  | Nominado  |
| 2011 | Grammy Awards             | Best Country Album — You Get What You Give                                       | Nominado  |
| 2011 | Grammy Awards             | Best Country Collaboration with Vocals — As She's Walking Away with Alan Jackson | Ganador   |
| 2011 | Grammy Awards             | Best Country Song — Free                                                         | Nominado  |